# Lakeview (Michigan)
Lakeview – wieś w Stanach Zjednoczonych, w stanie Michigan, w hrabstwie Montcalm.